# Стрілецький союз

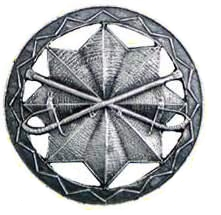
Старшинська відзнака (парасоля)

Стрілецький союз (пол. Związek Strzelecki, читається Звйонзек Стшелєцкі, походить від слова пол. «Strzelec» — «Стрілець») — парамілітарна організація в Польщі та окупованій нею ЗУНР (після акту Злуки 22 січня 1919 року — ЗОУНР).
За спогадами Наталі Яхненко:
| Це була дуже шовіністична протиукраїнська організація. Вони виступали в нацистських акціях, як наприклад, фактичне розвалення і знищення сто шістдесят православних церков на Холмщині в 1936 р. |